# مايك بوهم
مايك بوهم (بالإنجليزية: Mike Boehm)‏ هو ناقد موسيقي أمريكي، ولد في 23 أكتوبر 1955، وتوفي في 2 مايو 2019.